# Selaginella chevalieri
Selaginella chevalieri är en mosslummerväxtart som beskrevs av Georg Hans Emmo Emo Wolfgang Hieronymus och R. Bonap.. Selaginella chevalieri ingår i släktet mosslumrar, och familjen mosslummerväxter. Inga underarter finns listade i Catalogue of Life.